# Goeria Lantsjchoeti
Goeria Lantsjchoeti (Georgisch: გურია ლანჩხუთი საფეხბურთო კლუბი) is een Georgische voetbalclub uit de stad Lantsjchoeti, die werd opgericht in 1926.
In de jaren tachtig speelde de club in de tweede klasse van de toenmalige Sovjet-Unie, in 1986 eindigde de club op de eerste plaats met evenveel punten als CSKA Moskou en promoveerde zo voor het eerst naar de Premjer-Liga. Daar werd de club laatste en degradeerde zo terug. Na een vierde plaats werd de club vice-kampioen in 1989 met één punt achterstand op CSKA Moskou (dat samen met Goeria Lantsjchoeti terug gedegradeerd was). Hoewel Georgië nog niet officieel onafhankelijk was geworden trokken alle Georgische clubs zich terug uit de Sovjet-competitie om een eigen competitie op te richten, waarvan Goeria Lantsjchoeti medeoprichter was.
In het eerste seizoen werd Goeria vice-kampioen achter Dinamo Tbilisi (toen Iberia Tbilisi), een topclub ten tijde van de USSR. Ook in het tweede seizoen werd de vicetitel behaald. Na nog een vierde plaats in 1992 ging het bergaf. Midden jaren negentig werd slechts twee plaatsen boven degradatie geëindigd. In 1998 werd de club veertiende en in 1999 kon degradatie niet meer afgewend worden. In 2001 promoveerde de club terug en werd tiende op twaalf clubs, de competitie werd in tweeën gesplitst, een groep om de titel en een groep om de degradatie, Goeria Lantsjchoeti verloor opnieuw de strijd en degradeerde. De laatste seizoenen deed de club het ook niet bijster goed in de tweede klasse en eindigde daar telkens rond de negende of tiende plaats.

## Eindklasseringen (grafiek) vanaf 1990
| 2 |

| 2 |

| 4 |

| 12 |

| 7 |

| 13 |

| 13 |

| 13 |

| 14 |

| 16 |

| 8 |

| 1 |

| 12 |

| 12 |

| 10 |

| 10 |

| 9 |

| 15 |

| 2 |

| 9 |

| 4 |

| 6 |

| 2 |

| 1 |

| 6 |

| 9 |

| 11 |

| 6 |

| 8 |

| 3 |

| 8 |

| 5 |

| 11 |

| 12 |

| 9 |

| 16 |

| Erovnuli Liga | Erovnuli Liga 2 | Liga 3 (Georgië) |

## Bekende (oud-)spelers
- Gogita Gogoea
- Otar Korghalidze
- Georgi Tavadze
- Revaz Tsjelebadze

FC Aragvi Doesjeti ·
FC Bachmaro ·
FC Betlemi Keda ·
FK Bordzjomi ·
FC Gardabani ·
Gori · 
Goeria Lantsjchoeti · 
Kolcheti Chobi ·
Lokomotivi Tbilisi-2 ·
FC Matsjachela Chelvatsjaoeri ·
Merani Tbilisi ·
FC Orbi Tbilisi ·
Sjtoermi ·
FC Varketili ·
WIT Georgia ·
FC Zestafoni